# Xestia trifida
Xestia trifida là một loài bướm đêm thuộc họ Noctuidae. Nó được tìm thấy ở România, Ukraina, miền nam Nga, Thổ Nhĩ Kỳ và Turkmenistan cũng như bán đảo Iberia.

## Phụ loài
- Xestia trifida hispanica Fibiger, 1993 (Portugal, Spain)
- Xestia trifida trifida (Fischer von Waldheim, 1820)